# 변량걸
변량걸(양걸)(邊(邉)良傑, 1546(명종1년) ~ 1610(광해군2년))는 조선의 관료이자 원주 변씨 정의공파(貞毅公派)의 파조이다. 변량걸(邊(邉)良傑)의 변위(邊(邉)偉)의 다섯째 아들이다, 변위(邊(邉)偉)의 아들들은  량보(良輔, 첨지공僉知公), 량좌(良佐, 갑산공甲山公), 량우(良佑, 목사공牧使公), 량언(良彦, 장사랑공將仕郞公), 량걸(良傑, 정의공貞毅公)이다. 그는 충좌위사직(忠佐衛司直)를 지낸 변확(邊(邉)確)의 증손이다. 그의 할아버지는 토산 현감(兎山縣監)를 지낸 변자정(邊(邉)自靖)이다. 그리고 그의 아버지는 예조좌랑를 지낸 변위(邊(邉)偉)이다. 그의 어머니는 부장(部將)를 지낸 민희현(閔希賢)의 딸이다. 

## 생애
변량걸(邊(邉)良傑)은 원주(原州) 변씨 7세대이다. 그의 자(字)는 국화(國華)이고 시호(諡號)는 정의(貞毅)이다. 그는 1572년(선조 5) 무과에 급제한 뒤, 용양위 부장(龍驤衛部將), 벽동 군수, 인산진첨 절제사(麟山鎭僉節制使), 그리고 강계 부사 등을 지냈다. 그는 1583년 여진족이 두만강(Tumen River)을 건너 경원부(慶源府)에 침입하자 그는 길주 목사 겸 조방장으로 출전하였다.
그는 조선에 임진왜란이 일어나자 뱃길로 행재소에 군량을 조달하는 한편, 창의사 김천일(金千鎰)과 협력해 강화도를 방어하고, 조정의 명령이 충청도와 전라도에 전달되도록 하였다. 그리고 그는 충청도 병마 절도사와 함경남도 병마 절도사를 지내고 충청도 수군절도사로 강화도를 지키는데 공을 세웠다.
그는 조선시대 1604년 포도대장으로서 임진왜란 후 혼란한 장안의 치안을 바로잡았다. 당시 도적들이 유성군(儒城君) 유희서(柳熙緖)를 살해하는 사건이 일어났다. 그는 사건과 관련하여 유희서의 첩이 사통(私通)한 외간 남자를 조사하던 중, 선조의 맏아들 임해군(臨海君)도 그녀와 관계한 정황이 드러났다. 변량걸이 모두 체포하여 국문하고 그 사건의 전모를 밝히자 선조가 대노하여 그를 동래로 유배되었다. 그는 곧 풀려나 도총관 그리고 수원 부사 겸 방어사를 거쳐 제주목사가 되었다. 그는 제주도에서 얻은 풍토병이 악화되어 1610년(광해군 2) 죽으니, 향년 65세였다.